# Lisa Oertel
Lisa Oertel (* 6. Mai 1985 in Erlangen) ist eine deutsche Off-Sprecherin, Synchronsprecherin und Schauspielerin in Film, Fernsehen und Theater.

## Leben und Karriere
Lisa Oertel wurde 1985 in Erlangen geboren. Sie studierte Kunstpädagogik, Darstellendes Spiel, Deutsche und Französische Literaturwissenschaft an der Friedrich-Alexander-Universität Erlangen-Nürnberg. Nach ihrem Magisterabschluss absolvierte sie von 2012 bis 2015 ihre Schauspielausbildung an der Neue Münchner Schauspielschule.
Seit etwa 2015 ist sie in verschiedenen Theater- und Filmproduktionen aktiv und festes Ensemblemitglied am Theater Schloss Maßbach, der Unterfränkischen Landesbühne. Dort ist sie regelmäßig in Produktionen auf der Hauptbühne und auf Tournee zu sehen.
Als Sprecherin war sie in verschiedenen Werbprojekten, Software-Vertonungen und Ausstellungen tätig.
In Film und Fernsehen war sie während und nach ihrer Ausbildung in verschiedenen Kurzfilmen und kleinen Rollen zu sehen. 2022 war sie in der Hauptrolle der Agnes in der Kinoproduktion Einmal richtig zu sehen
.
2025 wird sie im Tatort: Ich sehe dich in der Rolle der Vikarin
zu sehen sein.

## Theater (Auswahl)
Rationaltheater München
- 2013: Der Unbekannte, als Der Unbekannte (Regie: Benjamin Zock)
- 2014: Beschreibung eines Kampfes, als Zirkusdirektor (Regie: Dominik Frank)
- 2014: Krieg/Prometheus, als Prometheus (Regie: Marco Molinarius)

Keller der kleinen Künste
- 2013: Medea, als Amme/Chor (Regie: Dominik Frank)

Landestheater Niederbayern
- 2014–2015: Die Räuber, als Räuber (Regie: Wolfgang Maria Bauer)

Theater Drehleier
- 2015: Angriffe auf Anne, als "Sie" (Regie: Vincent Kraupner)

Theater Schloss Maßbach
- 2015–2016: Die 39 Stufen, als Annabella, Margaret, Pamela, Violenta (Regie: Thomas Klischke)
- 2016: 4YourEyesOnly, als Anouk (Regie: Stella Seefried)

Haus Ungarn Berlin
- 2017: Wirtuationen, als Sie (Regie: Björn Zahn)

Akademie für Darstellende Kunst Baden-Württemberg
- 2017: Baal, als Sophie Barger (Regie: Amelie Hafner)

Theaterhaus Berlin
- 2017–2018: Ophelia - Hamlet spielt verrückt, als Ophelia (Regie: Sascha Weipert)

Stadttheater Pankow
- 2018–2019: Schneewittchen, als Schneewitchen (Regie: Anne Gröschel)

Stadttheater Fürth
- 2018–2020: Pünktchen und Anton, als Fräulein Andacht; Frau Gast (Regie: Thomas Stang)

Komödie Leipzig
- 2019–2020: Drei Haselnüsse für Aschenbrödel , als Aschenbrödl (Regie: Mathias Engel und Irene Holzfurtner)

Schlosstheater Thurnau
- 2016–2017: Vendig im Schnee, als Patricia (Regie: Nico Jilka)
- 2020–2021: Achterbahn, als Juliette (Regie: Wolfgang Krebs)

## Sprechertätigkeiten (Auswahl)
- 2014: Sommer 14, als Sprecher für Ausstellung Dokuzentrum Nürnberg[7]
- 2014: Donau App, als Sprecher für App[7]
- 2015: Regenwaldausstellung, als Sprecher für Lokschuppen Rosenheim[7]

## Musikvideo
- 2017: Armour-Code Canary (Musikvideo)[7]
- 2018: Verbeine - B to the erlin (Musikvideo)[7]

## Filmografie (Auswahl)
- 2013: Kalte Herzen (Kurzfilm)
- 2015: Badewanne ohne Tim
- 2015: Unsere zweite Haut
- 2016: Abschied
- 2016: Stalker (Kurzfilm)
- 2016: Sac à l'amour - Liebe geht durch die Tasche (Kurzfilm)
- 2016: Paint it black (Kurzfilm)
- 2017–2020: Odyssee Berlin (Webserie)
- 2017: La Famille (Kurzfilm)
- 2017: Gisela (Kurzfilm)
- 2017: Act A Hool (Kurzfilm)
- 2018: Rossella Roll Over (Kurzfilm)
- 2018: Frau Eickhorst
- 2018: Kleinigkeiten (Kurzfilm)
- 2019: Willkommen in der Wirklichkeit
- 2020: Talica (Webserie)
- 2022: Der Kollege
- 2024: Einmal richtig
- 2025: Tatort: Ich sehe dich